# Xavier Joseph Martin
Xavier Martin (1832-1897) est un prédicateur protestant wallon, expatrié aux États-Unis, administrateur des communautés wallonnes du Wisconsin.

## Biographie
Xavier Joseph Martin nait à Grez-Doiceau en 1832. A l’âge de quinze ans, il est un des plus fidèles membres de la communauté protestante de Biez. Il quitte Anvers, le 17 mai 1853, avec dix autres familles à destination de New York. Il rejoint les autres expatriés wallons à Green Bay (Wisconsin). Il est élu juge de paix, secrétaire communal et school Superintendent. Il est nommé en 1862 et en 1870 comme receveur de l'enregistrement pour le Brown County.